# Astragalus johnstonii
Astragalus johnstonii är en ärtväxtart som beskrevs av Gomez-sosa. Astragalus johnstonii ingår i släktet vedlar, och familjen ärtväxter. Inga underarter finns listade i Catalogue of Life.